# فالدوني دا روزا
فالدوني دا روزا (بالبرتغالية: Rudnei da Rosa‏) (مواليد 7 أكتوبر 1984)، هو لاعب كرة قدم كان يلعب كلاعب وسط.

## وصلات خارجية
- فالدوني دا روزا على موقع رابطة كرة القدم اليابانية للمحترفين (اليابانية)
- فالدوني دا روزا على موقع قاعدة بيانات كرة القدم.إي يو (الإنجليزية)
- فالدوني دا روزا على موقع Soccerway.com (الإنجليزية)
- فالدوني دا روزا على موقع عالم كرة القدم.نت (الإنجليزية)